# Стара Івановка (Аургазинський район)
Стара Іва́новка (рос. Старая Ивановка, башк. Иҫке Ивановка) — присілок у складі Аургазинського району Башкортостану, Росія. Входить до складу Тукаєвської сільської ради.
До 10 вересня 2007 року присілок називався селище Івановка.
Населення — 9 осіб (2010; 12 в 2002).
Національний склад:
- татари — 50%
- росіяни — 42%